# 本·布拉德利
本杰明·戴维·布拉德利（英語：Benjamin David Bradley；1989年12月11日—）是一位英国政治人物，保守党党员。现任英国下议院曼斯菲尔德选区议员、保守党青年工作副主席，为该选区1923年以来首位保守党议员。他支持英国脱离欧盟。

## 早年生活
布拉德利生于德比郡雷普利，在当地的德比文法学校受教，后曾短暂入读巴斯大学和索尔福德大学，2013年毕业于诺丁汉特伦特大学。
曾任诺丁汉郡舍伍德选区保守党议员马克·斯宾塞办公室经理。从政前做过庭园美化师和调酒师等工作。